# Trzydnik Duży (gromada)
Trzydnik Duży (alt. Trzydnik) – dawna gromada, czyli najmniejsza jednostka podziału terytorialnego Polskiej Rzeczypospolitej Ludowej w latach 1954–1972.
Gromady, z gromadzkimi radami narodowymi (GRN) jako organami władzy najniższego stopnia na wsi, funkcjonowały od reformy reorganizującej administrację wiejską przeprowadzonej jesienią 1954 do momentu ich zniesienia z dniem 1 stycznia 1973, tym samym wypierając organizację gminną w latach 1954–1972.
Gromadę Trzydnik Duży z siedzibą GRN w Trzydniku Dużym utworzono – jako jedną z 8759 gromad na obszarze Polski – w powiecie kraśnickim w woj. lubelskim na mocy uchwały nr 10 WRN w Lublinie z dnia 5 października 1954. W skład jednostki weszły obszary dotychczasowych gromad Trzydnik Duży kol., Trzydnik Duży wieś, Agatówka, Budki, Trzydnik Mały i Wola Trzydnicka ze zniesionej gminy Trzydnik w tymże powiecie. Dla gromady ustalono 23 członków gromadzkiej rady narodowej.
1 stycznia 1969 do gromady Trzydnik Duży włączono wieś Marynopole ze zniesionej gromady Liśnik Duży w tymże powiecie.
1 stycznia 1970 z gromady Trzydnik wyłączono wieś Marynopole, włączając ją do gromady Gościeradów w tymże powiecie.
Gromada przetrwała do końca 1972 roku, czyli do kolejnej reformy gminnej. 1 stycznia 1973 w powiecie kraśnickim reaktywowano gminę Trzydnik Duży.